# 제니 홀저
제니 홀저( Jenny Holzer, 1950년 7월 29일 ~ )는 뉴욕의 후식(Hoosick)지역에 기반을 둔 신개념주의 예술가이다. 그녀의 작업은 주로 공공 장소에 글귀와 아이디어를 게재하는 것에 중점을 둔다.
그녀는 1980년대에 등장했던 예술가 세대 중에 페미니스트에 속한다.

## 트루이즘 ( Truisms )
그녀의 대표적인 작품으로 1977년에서 1979년 사이에 쓰였다. 약 300개의 경구와 슬로건으로 구성되어 있다.
| “ | 남자는 엄마가 되는 것이 어떤건지 알 수 없다 | ” |

| “ | 자유는 사치이지 필수가 아니다 | ” |

| “ | 권력의 남용이 놀라운 일은 아니다 | ” |